# Ъперкът
Ъперкът (от английски език - uppercut) е класически удар от традиционния бокс, нанесен с юмрук и използван при близък бой. Използва се и в други видове бойни изкуства (напр. кик бокс).
Обичайно този удар има за цел да достигне брадичката на противника (но понякога попада в носа или в челото), но се случва да се използва за удари в тялото (особено в слънчевия сплит).
Счита се, че е най-мощното оръжие в бокса. При по-голямо разстояние между боксьорите ъперкътът губи значителна част от енергията си, защото ръката на нанасящия го боец е по-разпъната в лакътя и така тя не може да предаде същата сила на удара, която би била при сгъната ръка.
- Ъперкът на голямо разстояние
- Ъперкът като превенция, при атака на противника с крак
- Ъперкът като контра, по време на неуспешен прав удар